# Séféto Nord
Séféto Nord is een gemeente (commune) in de regio Kayes in Mali. De gemeente telt 11.500 inwoners (2009).
De gemeente bestaat uit de volgende plaatsen:
- Damina
- Guesseou
- Maréna
- Néguébougou
- Niagané (hoofdplaats)
- Sitakoto